# Olof Swartz
Olof Peter Swartz (21 de setembre de 1760 - 19 de setembre de 1818) va ser un botànic i taxonomista suec. És ben conegut pr la seva obra taxonòmica i estudis dels pteridòfits. Assistí a la Universitat d'Uppsala on estudià sota Carolus Linnaeus el Jove i es va doctorar el 1781.
El 1780 viatjà a Lapònia. El 1783 salpà cap a Amèrica del Nord i les Antilles Jamaica i Hispaniola, per recollir espècimens botànics. Recollí 6000 espècimens.
El 1786 a Londres, es trobà amb Joseph Banks.
Swartz va ser el primer taxonomista especialitzat en orquídies.
El gènere Swartzia (Caesalpiniaceae, Fabaceae o Leguminosae) l'honora proposat per Schreber.

## Obres
- Nova genera et species plantarum seu prodromus, 1788
- Observationes botanicae, 1791
- Icones plantarum incognitarum, illustrating the rare plants of the West Indies (Upsala, 1794-1800)
- Flora Indiae occidentalis, (3 vols., 1797-1806)
- Synopsis Filicum, 1806
- Lichenes Americani (Nuremberg, 1811)
- Summa vegetabilium Scandinaviae, 1814